# St.-Marien-Kirche (Plate)
Koordinaten: 52° 58′ 47,8″ N, 11° 8′ 7,7″ O

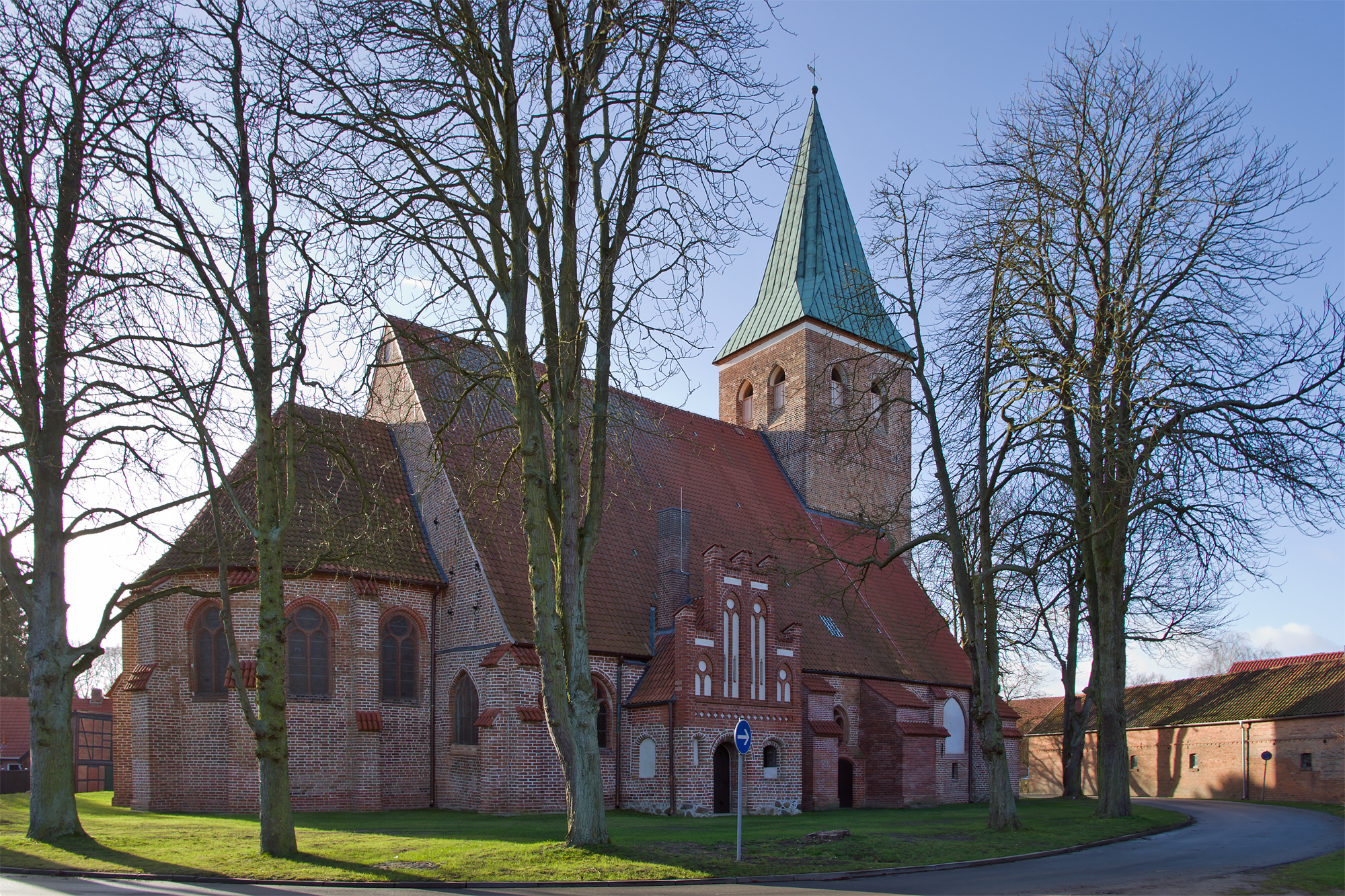
St.-Marien-Kirche von Nordosten

Die evangelisch-lutherische St.-Marien-Kirche gehört zur Kirchengemeinde Plate im Kirchenkreis Lüchow-Dannenberg der Landeskirche Hannover.

## Lage
Die Kirche liegt mitten im Dorf auf einer flachen Erhöhung auf einen fast runden von einer Straße umfassten Kirchplatz. Der Ort und die Kirche liegen in der Jeetzelniederung und waren ursprünglich ein sumpfiges Gebiet.

## Geschichte
Die Ursprünge der Plater Kirche liegen im 13. Jahrhundert. Das Hauptschiff weist mit mächtigen Mauern und Rundbögen in seinem Ursprung romanischen Baustil auf. Der Grundriss in Form eines liegenden Kreuzes und turmlosen Gebäudes lässt auf eine Zisterziensergründung schließen. Im Kloster Medingen findet sich ein Bild mit vier Zisterzienserinnen, die von einer Witwe in Plate empfangen werden. In Plate tauchen auf der Wandmalerei „Das jüngste Gericht“ diese vier Zisterzienserinnen und die Witwe wieder auf.
Nach einer Legende soll sich ein von Plato bei der Jagd verirrt haben. Er fand an der Stelle der heutigen Kirche ein Marienbild, das auf unerklärliche Weise verschwunden war, als er wieder zu Hause ankam. Er gelobte, an dem Fundort eine Kirche zu erbauen. Das Marienbild wurde an seinem Ursprungsort wiedergefunden, und der von Plato erfüllte sein Gelübde und ließ die Kirche der Jungfrau Maria weihen.
Ab 1370 wird von fünf Brüdern aus der Familie von Plato im gotischen Baustil wesentlich erweitert. Der Turm mit zwei Glocken wird errichtet, die Seitenschiffe ausgebaut und das gotische Sterngewölbe geschaffen. Die typischen Zeichen der Bauhütten finden sich noch heute in Mauersteinen. Der Lettner erstand wahrscheinlich auch in dieser Zeit.

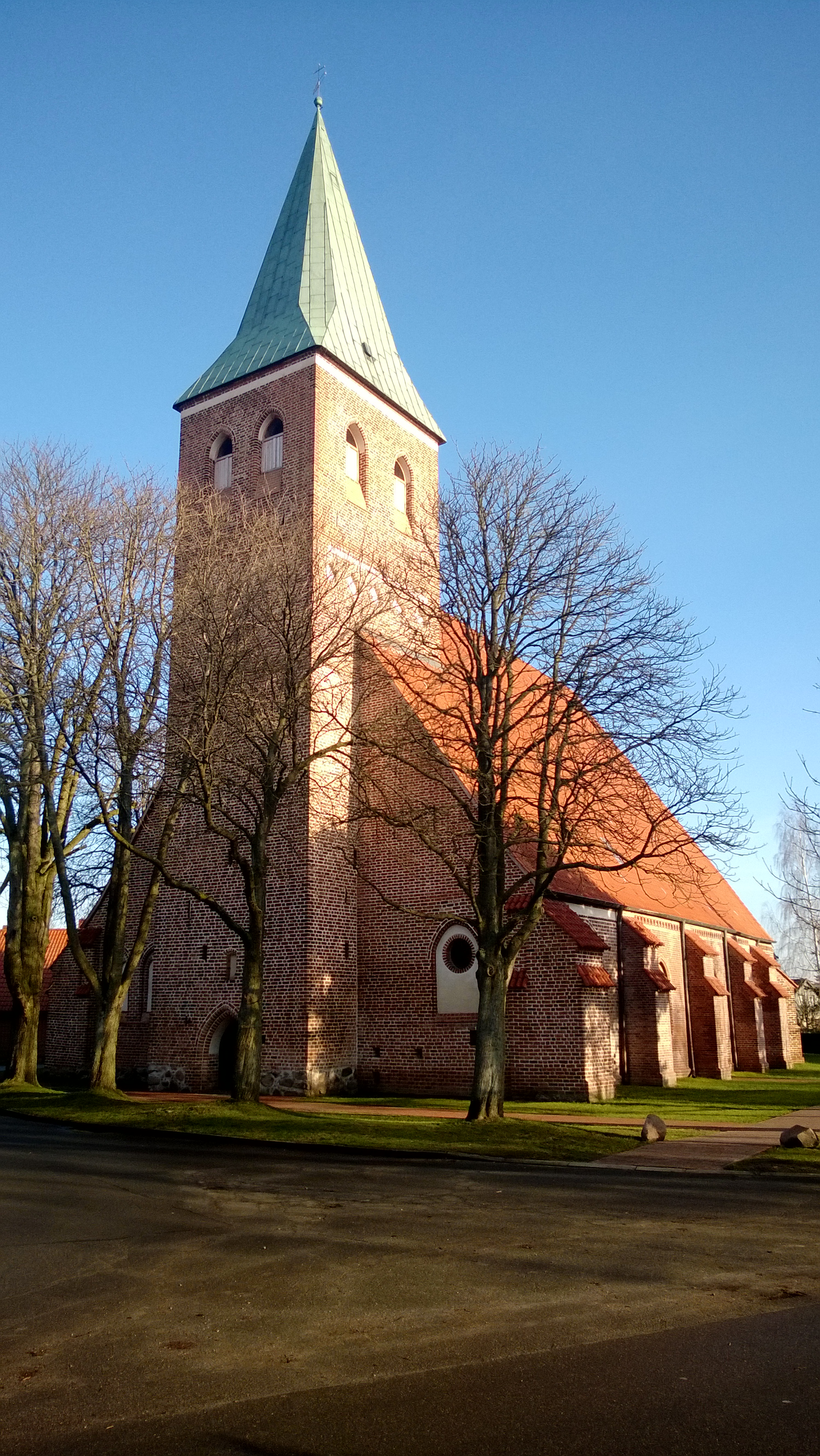
St.-Marien-Kirche Plate, Südwestansicht

Das Triumphkreuz über dem Lettner wird 1450 geschnitzt. Nach der Reformation wurden Triumphkreuz und Lettner aus der Kirche geschaffen und 1900 kam das Triumphkreuz wieder an seine alte Stelle.
1472 bis 1492 fand der letzte große Ausbau der Kirche statt. Die Sakristei entsteht und die Seitenschiffe werden vorgezogen und mit dem Turm verbunden.
Die Kirche war zu diesem Zeitpunkt Wallfahrtsort, auch weil in ihrer Nähe eine Heilquelle entsprang, nach deren Genuss Wunder geschehen sein sollen. 1494 ließ sich Günther von Plato in Rom bei Papst Alexander das Geschehen in Plate bestätigen und holte sich eine weitere Erlaubnis für einen Ablass. Am Kirchweihfest Anfang August zur Petri Kettenfeier wurde Jahrmarkt gefeiert und gegen Opfer für die Kirche wurde Ablass gewährt. Nach der Reformation musste der Jahrmarkt verboten werden, weil der Volksglaube von den vorreformatorischen Überzeugungen nicht ablassen wollte.
1530 wurde die Reformation eingeführt. Der erste evangelische Pastor war der katholische Pfarrer, der seit 1520 in Plate die Gemeinde betreute.
Die Kirche war seit ihrer Erbauung Grabstätte für 69 Angehörige der Stifterfamilie von Plato und Menschen, die in Beziehung zur Kirche standen. Drei Grüfte wurden nach 1668, als die Bestattungen im Kirchenraum aufhörten, neben dem Turm in den Seitenschiffen angelegt, und 1801 wurden die Bestattungen in der Kirche ganz eingestellt. Die Familie v. Plato besitzt seit 1953 einen Privatfriedhof in Grabow.
Die Familien v. Plato (Obergut) und v. Blottnitz (Untergut) wechseln sich bei der Ausübung des Patronats ab. Seit 1372 gab es 41 Patrone bis heute. Bis 1848 waren sie alleinige Herren der Kirchengemeinde und bezahlten den Pastor und den Küster. Danach gaben sie ihre Aufgaben und Rechte an die Landeskirche ab.
Durch den sumpfigen Untergrund traten immer wieder Versetzungen und Risse auf, die kostspielige Renovierungen (1900, 1957, 2009–2011) nötig machten. Für die umfangreiche Kirchenrenovierung im Jahr 1900 spendete Arnold Woldemar von Frege-Weltzien, der in die Familie von Plato eingeheiratet hatte, einen großen Betrag.
Die Kirchengemeinde hatte 1880 über 1200 Kirchenglieder. Heute (2011) sind es gut 1000. Die Gemeindegliederzahl konnte durch die zahlreichen Neubaugebiete in den Dörfern einigermaßen stabil gehalten werden, während der relative Anteil der Kirchenmitglieder stark abnahm.

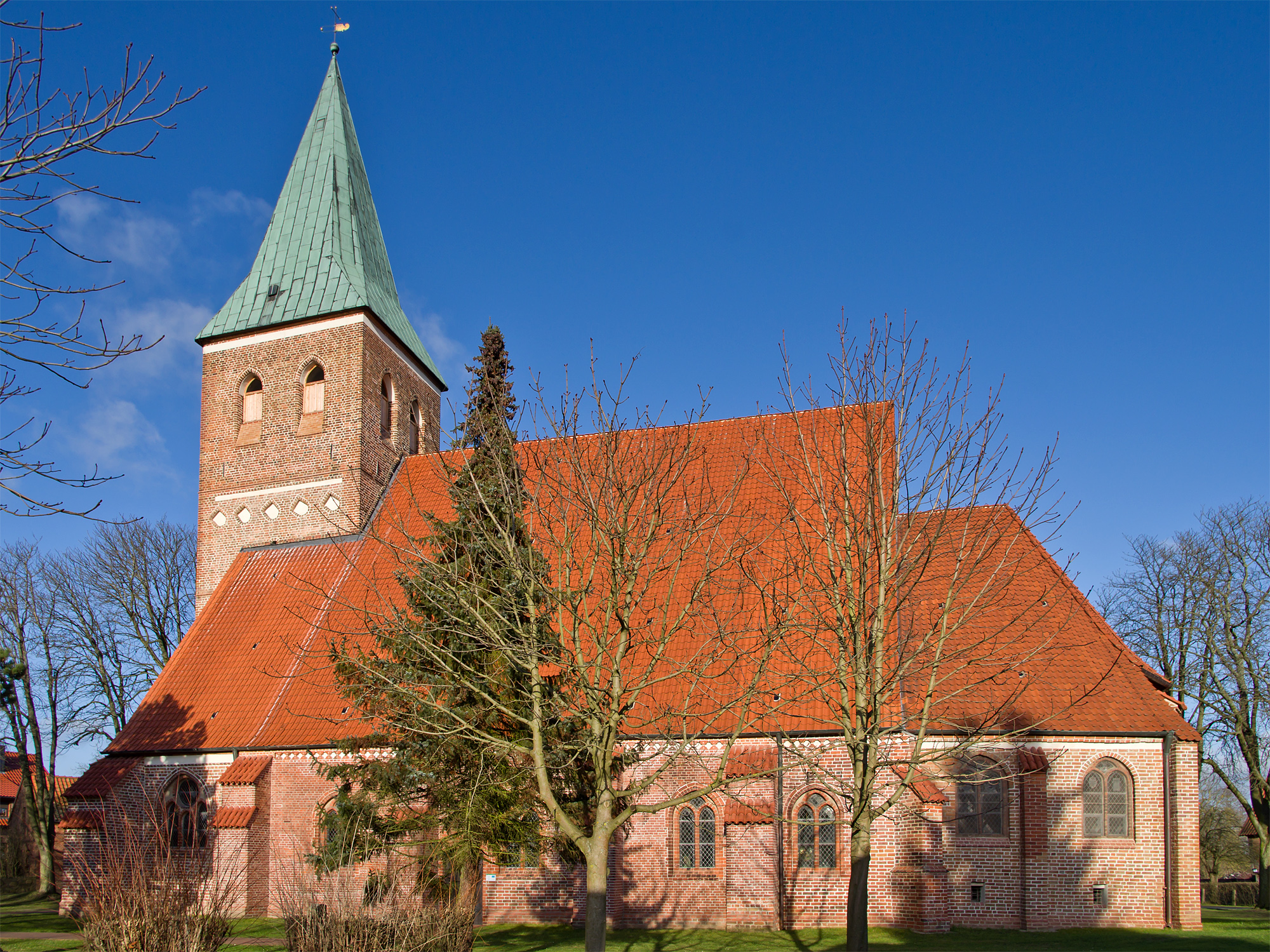
St.-Marien-Kirche von Süden

## Architektur

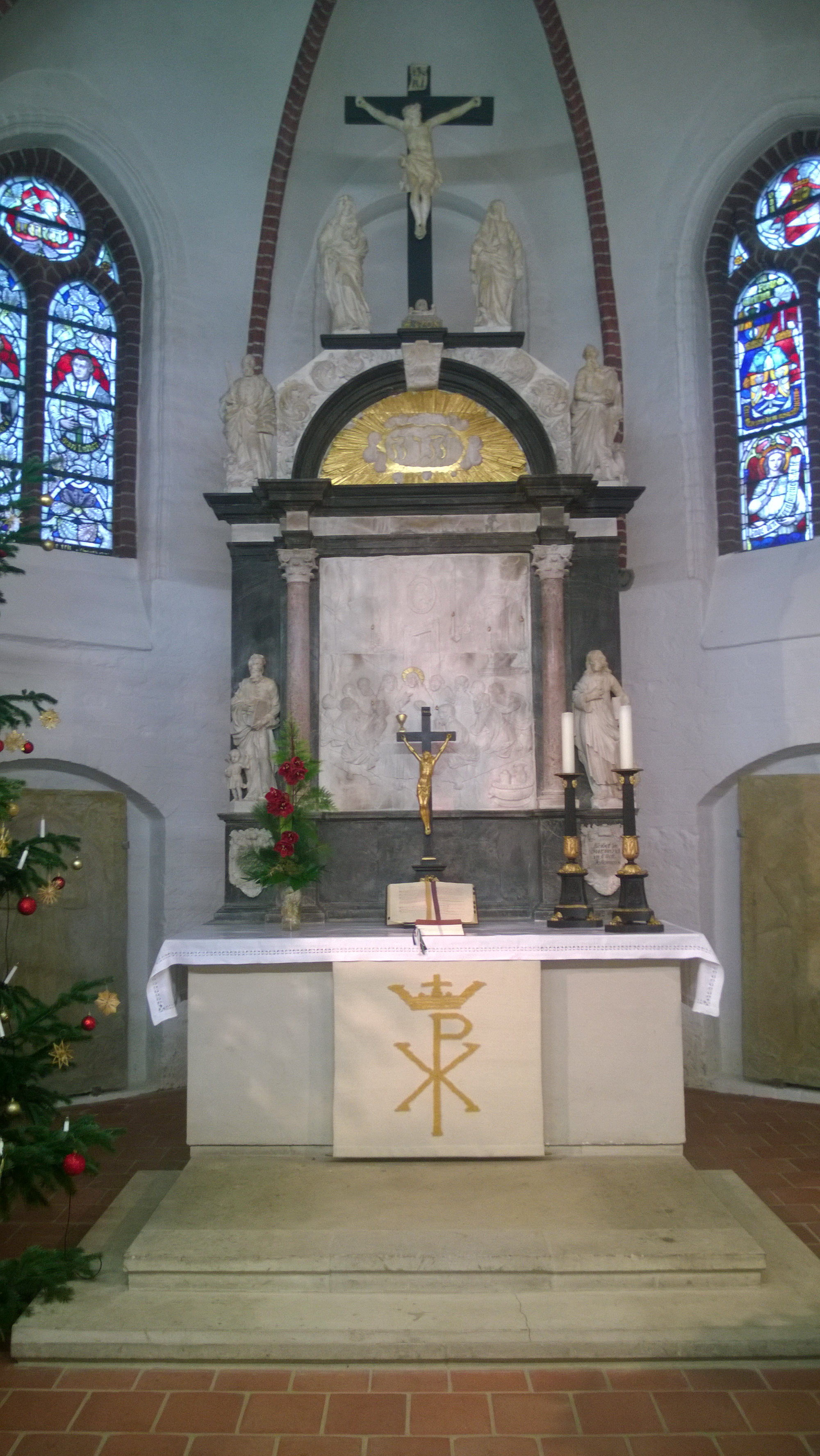
Altar

Die Kirche ist ein für ein Dorf auffallend großer dreischiffiger Backsteinbau mit polygonalem Chor und einem umbauten Westturm. Die Kirche ist fast 35 m lang, über 23 m breit und das Mittelschiff zehneinhalb Meter hoch. Der Turm ist 42,10 m hoch. Die Kirche ist aufwändiger gebaut und reicher ausgestattet als andere Kirchen im Wendland.

### Außenmauern
Infolge der wiederholten umfangreiche Reparaturen die durch den weichen Untergrund erforderlich wurden, ist am Außenmauerwerk vieles ersetzt. Zu erkennen ist das außer an der Mauerstruktur an den neugotischen Fenstern des Kirchenschiffs.

### Innenraum

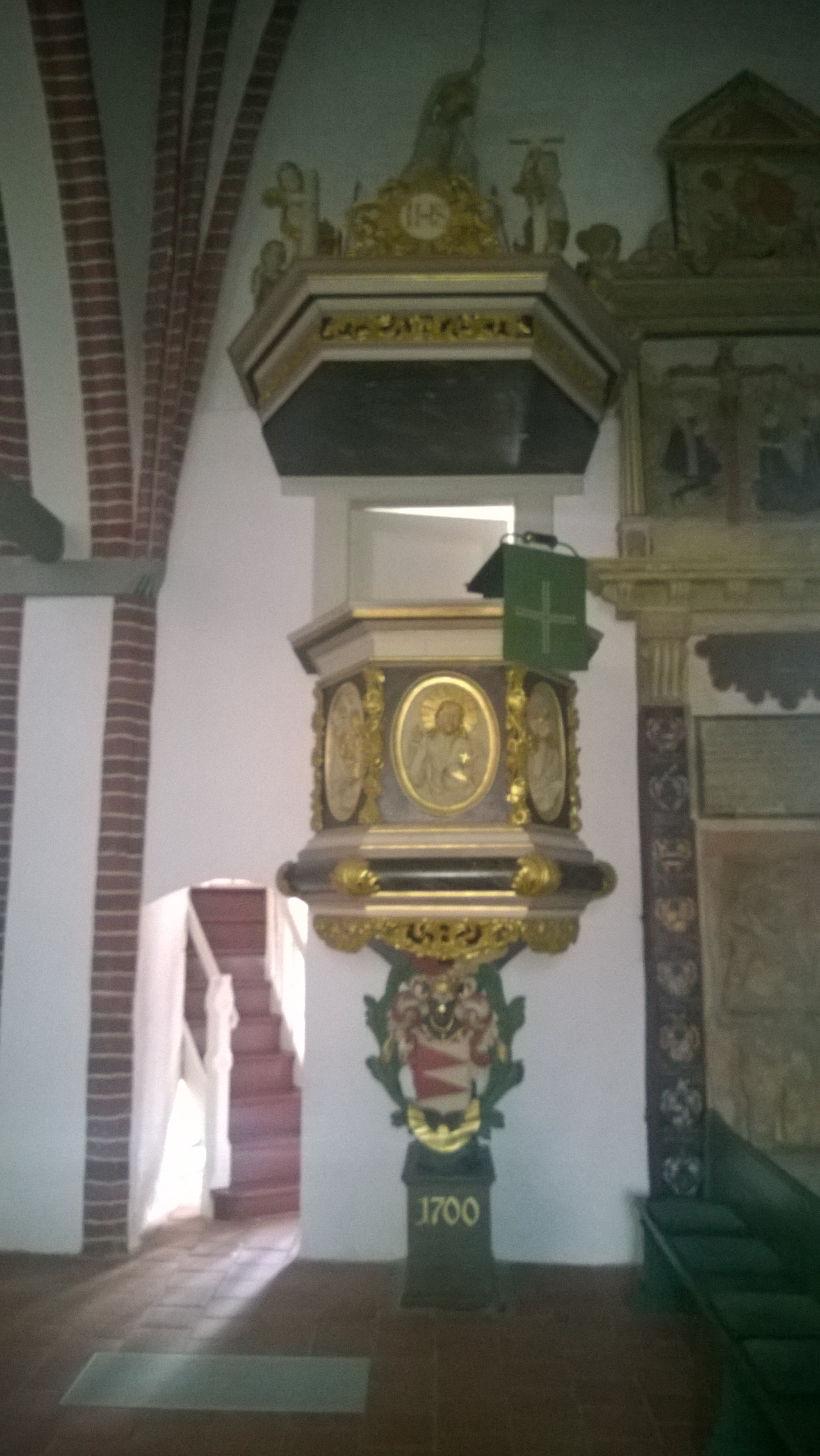
Kanzel

Der Innenraum weist zwei architektonische Übergänge auf:
- Baustil: Die Arkaden zwischen Hauptschiff und Seitenschiffen haben noch romanische Rundbögen, aber die Gewölbe sind schon gotische Rippengewölbe, sowohl die Sterngewölbe des Hauptschiffs als auch die Kreuzrippengewölbe der Seitenschiffe.[11]
- Querschnitt des Schiffs: Indem die Gewölbe des Mittelschiffs fast auf gleicher Höhe ansetzen wie die der Seitenschiffe, handelt es sich um eine Stufenhalle. Indem das Mittelschiff annähernd doppelt so hoch ist wie die Seitenschiffe, entsteht die Raumwirkung einer Pseudobasilika.[12]

## Ausstattung

### Altar und Kanzel
Altar und Kanzel sind Anfang des 18. Jahrhunderts gestiftet worden. Beide sind im Barockstil errichtet worden.
Der Altar ist aus schwarzem und weißem Alabaster gefertigt. Im Zentrum ist das Abendmahl abgebildet. Darüber steht eine Kreuzigungsgruppe mit Maria und Johannes neben dem Gekreuzigten. Dazwischen steht in einem goldenen Strahlenkranz auf Hebräisch das Wort „Jahwe“. Seitlich stehen Statuen der vier Evangelisten.
Das Triumphkreuz ist im Chorbogen mit einer Kreuzigungsgruppe an der Stelle auf einem Querbalken gebaut, wo früher der Lettner stand.
Die reich ausgestattete Kanzel ist mit Medaillons der Evangelisten und von Jesus umzogen. Das Wappen der Familie von Plato ist auf dem Sockel falsch abgebildet. Auf dem Schalldeckel steht der auferstandene Jesus mit Engeln.

### Epitaph, Grabsteine und Gruft
Neben der Kanzel wurde 1580 ein Epitaph für Christoph v. Plato und dessen Frau angebracht.
Im Chor sind sechs Grabsteine in der Wand aufgestellt worden, nachdem die Kirche nicht mehr als Grablege genutzt wurde. Es sind u. a. die Ehepaare Parum und Christoph von Plato sowie Joachim von Plato.
Auf der Westseite befanden sich am Ende der beiden Seitenschiffe Grüfte. Auf der Nordseite befindet sich eine Gruft, auf der Südseite zwei. 1968 wurden die Grüfte auf Anordnung der Kreisverwaltung geräumt und die Särge unsachgemäß geöffnet. In der Südgruft 3 wurde ein Öltank und in der Nordgruft 1 eine Abstellkammer und Toiletten eingebaut. In der Südgruft 2 sind der Prunksarg von Sophia von Plato, geb. v. Quitzow (1691–1715) und der Sarg von Ernst Anton von Plato (1679–1724) ausgestellt, der auch den Altar gestiftet hatte.

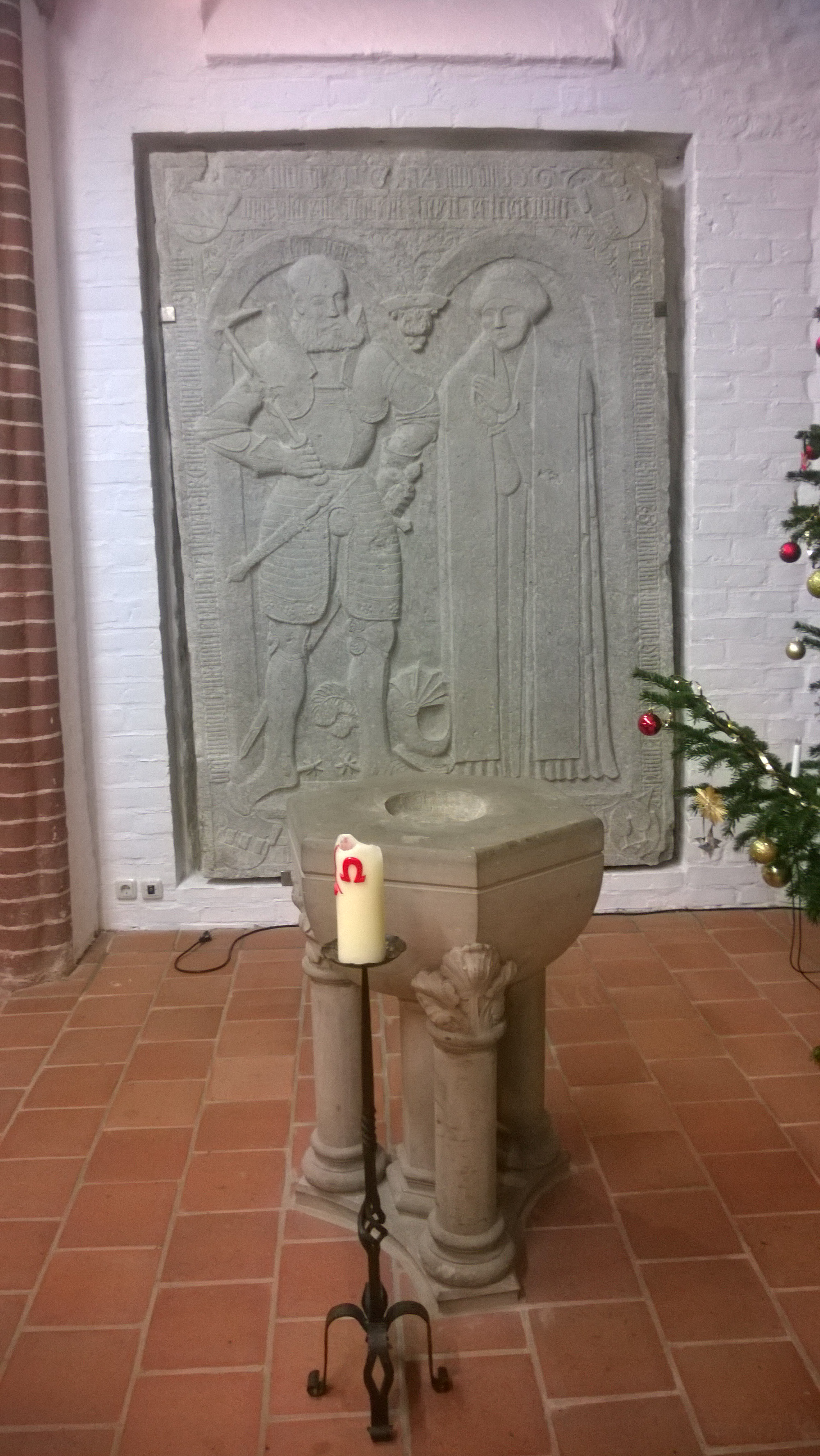
Grabstein Parum von Plato und seiner Frau Barbara (1561)
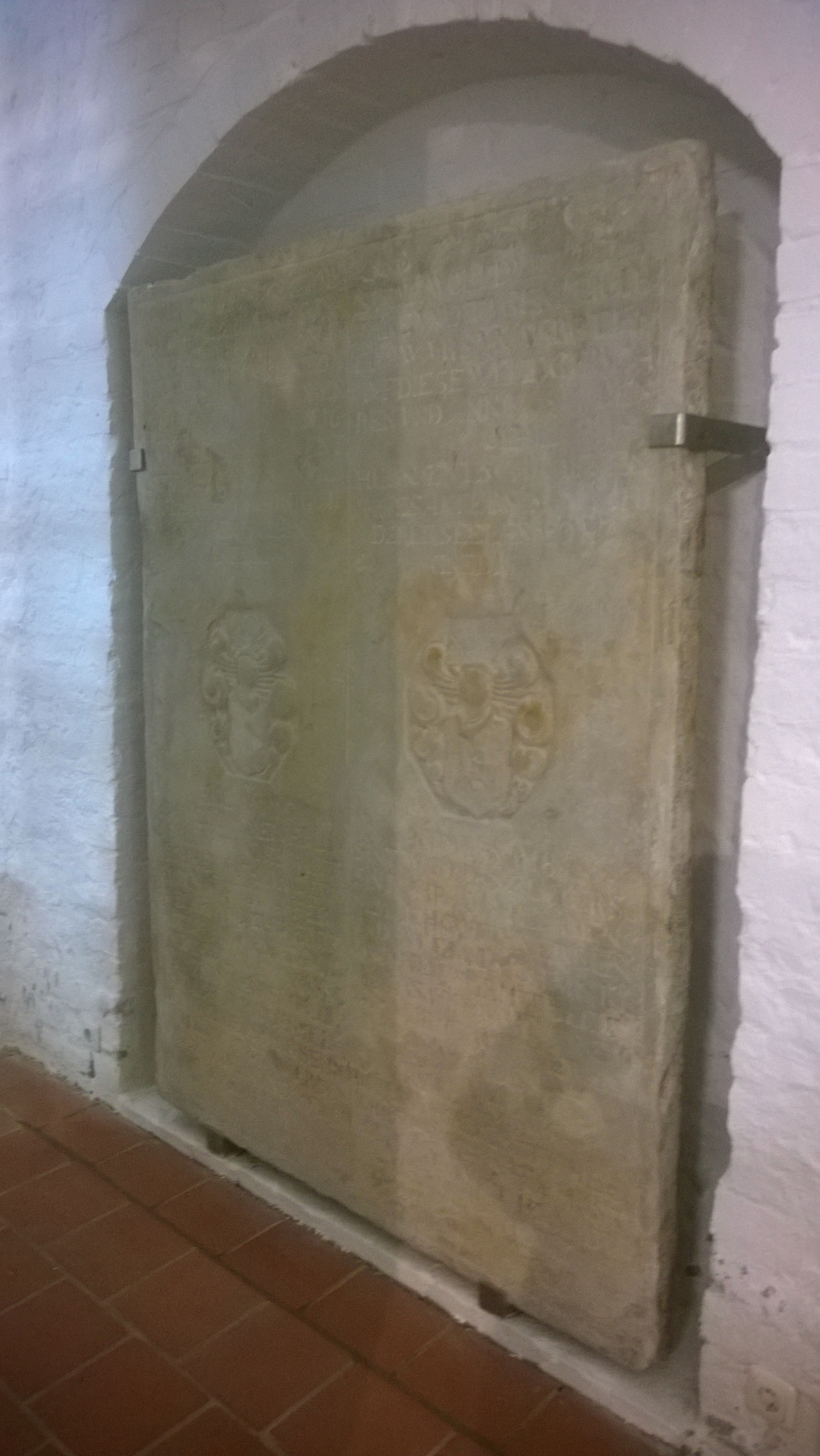
Grabstein Familie von Plato (16. Jh.)
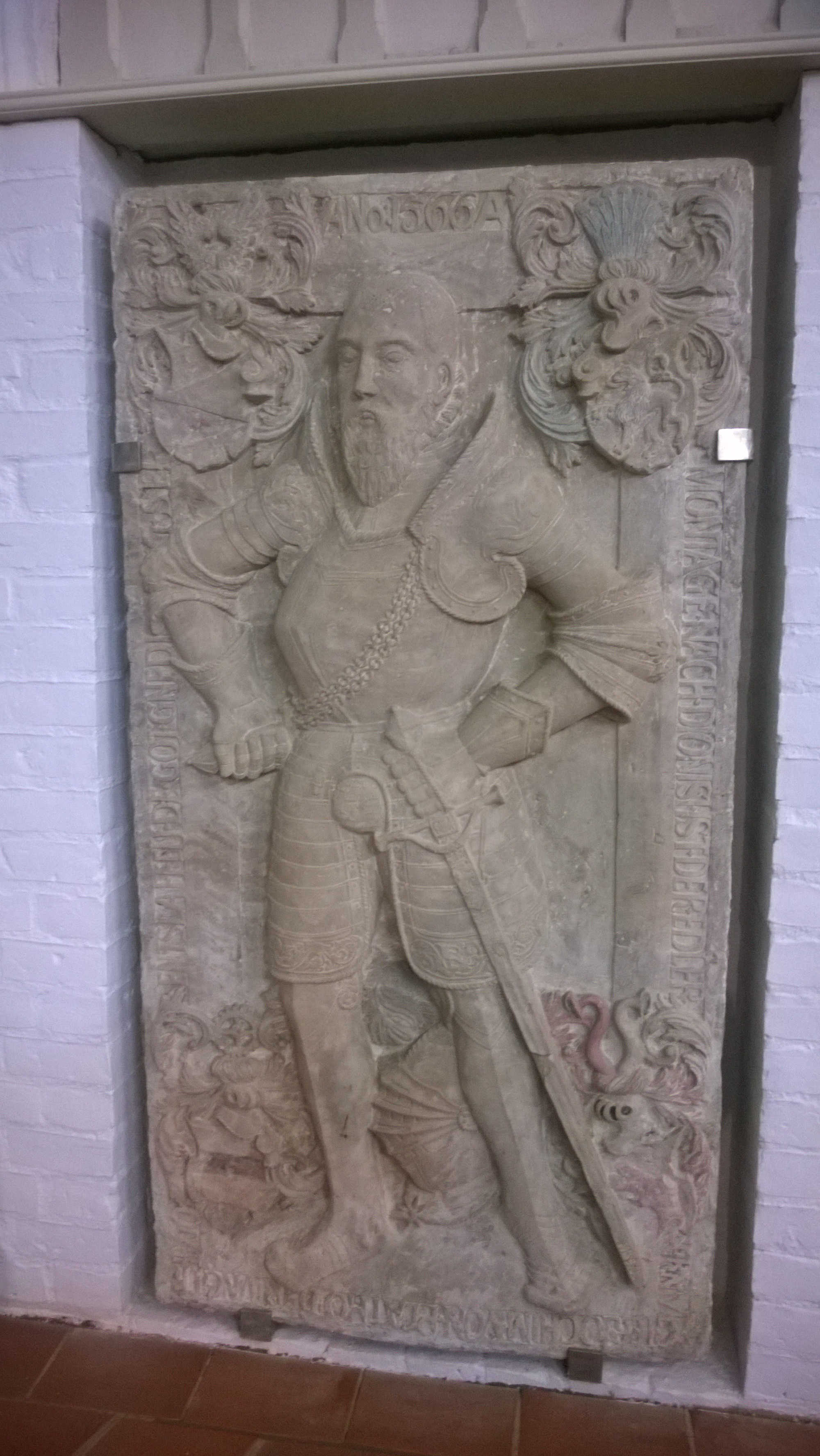
Grabstein Joachim von Plato

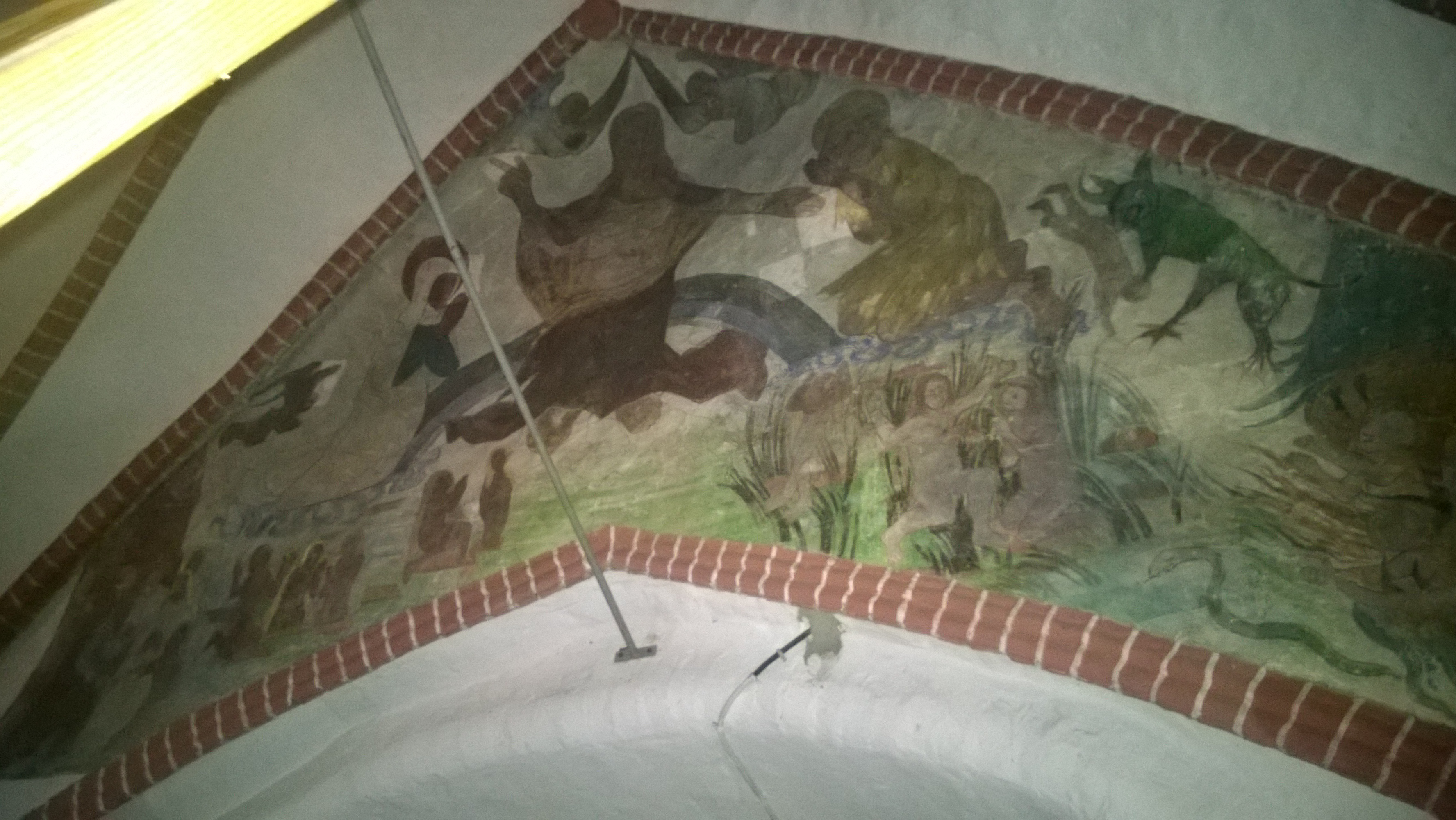
Fresko hinter der Orgel

### Fresko
Hinter der Orgel fand man bei der Renovierung von 1900 ein großes Fresko aus der Zeit um 1450. Es stellt das „Jüngste Gericht“ dar. In der Mitte thront Jesus Christus, links von ihm Maria und rechts Johannes. Der Höllenhund zieht auf der rechten Seite die bösen Menschen in die Hölle. Auf der anderen Seite sieht man die guten Menschen nach der Wiederauferstehung. Hier finden sich die vier Zisterzienserinnen und die Witwe darunter.

### Orgel
Die Orgel entstand offenbar im 16. Jahrhundert, Baustil des Orgelprospektes spricht dafür. Sie wurde der Kirche von der Patronatsfamilie geschenkt. Ob die Orgel ursprünglich für diese Kirche gebaut worden ist, konnte bislang noch nicht sicher festgestellt werden. In jedem Fall hat im Jahre 1603 hat Orgelbaumeister Hellwig an der Renaissance-Orgel gearbeitet. Er wurde hierfür aus Danzig bzw. Thorn geholt. Die Orgel könnte zu jener Zeit 30 Register oder Registerzüge besessen haben. Die Jahreszahl 1609 am Rückpositiv entspricht sehr wahrscheinlich nicht dem Baujahr der Orgel. Die Jahreszahl könnte ein Indiz für einen Umbau, eine Umsetzung der Orgel nach Plate oder zumindest für eine Neubemalung sein.
Im Dreißigjährigen Krieg wurde die Orgel 1638 zerstört. Die Orgelbaumeister Justus Kayser aus Celle und Johann Kahle aus Fallersleben reparierten die Orgel von 1667 bis 1669. Im Verlauf der nächsten zweihundert Jahre waren einige weitere Orgelbauer an dieser Orgel tätig, u. a. 1686 Johann Balthasar Held, 1757 vermutlich Johann Georg Stein und 1868 Friedrich Fleiter.
Ende des 19. Jahrhunderts war die Orgel in einem schlechten Zustand und wurde 1900 von der Firma Furtwängler & Hammer aus Hannover neu errichtet. Hinter dem historischen Orgelgehäuse mit den Prospektpfeifen, die bis heute original sind, entstand eine moderne Orgel mit pneumatischen Taschenladen mit 15 Registern auf zwei Manualen und  Pedal.

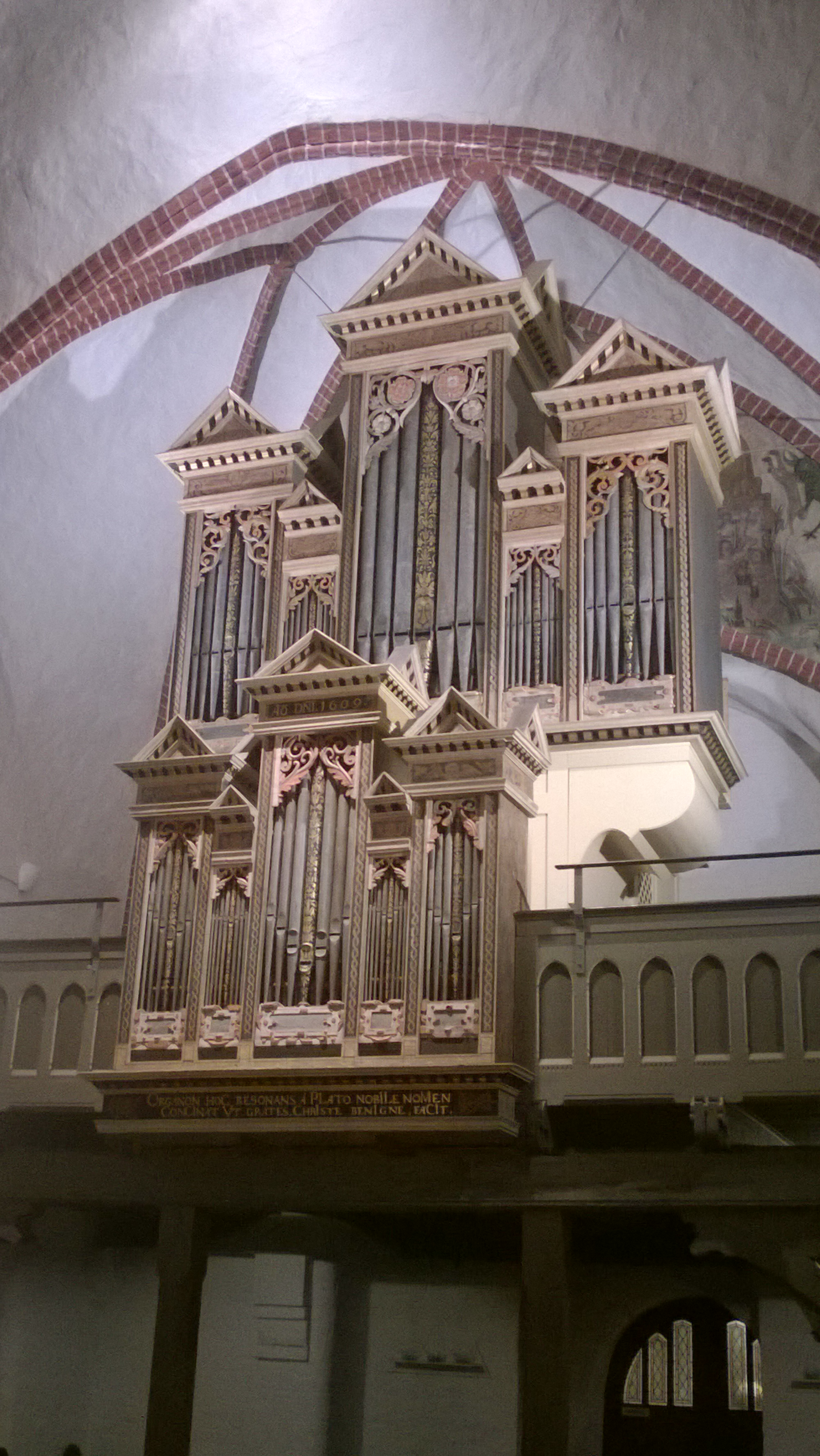
Orgel der St.-Marien-Kirche

Die Orgelwerkstatt Gebr. Hillebrand baute 1981 eine neue zweimanualige Orgel mit 13 Registern und mechanischen Schleifladen. Nachdem das Orgelgehäuse von 1998 bis 2003 restauriert worden war, konnte die Firma 2014 mehrere grundlegende Arbeiten durchführen, mit denen die Orgel eine Neuintonation nach Klangparametern des 16. Jahrhunderts erhielt. Sämtliche Metallpfeifen sind aus gehämmertem Metall angefertigt. Die Temperierung der Orgel ist modifiziert mitteltönig; die Stimmtonhöhe etwa einen Halbton über normal.
Die Disposition der Orgel lautet wie folgt:
| I Rückpositiv C–f3 |       |
| Gedact             | 8′    |
| Praestant          | 4′    |
| Floit              | 4′    |
| Floit              | 2′    |
| Quint              | 1 ⁄3′ |

| II Hauptwerk C–f3 |    |
| Praestant         | 8′ |
| Rohrfloit         | 8′ |
| Oktav             | 4′ |
| Nasat             | 3′ |
| Superoctav        | 2′ |
| Mixtur IV         |    |
| Trompet           | 8′ |

| Pedal C–f1 |           |
| Subbass    | 16′       |
| Prinzipal  | 8′ (2014) |
| Floitbass  | 8′        |
| Octav      | 4′        |
| Nachthorn  | 2′ (2014) |
| Trompet    | 8′ (2014) |

- Koppel: II/I, II/P
- Tremulant (neu 2014)

### Glocken
In Plate sind seit 1628 zwei Glocken urkundlich nachweisbar. Für die große Zuckerhutglocke wird ein Alter von 500 Jahren angenommen. Die kleine Glocke stammt aus dem Jahr 1350. 1685 wird die große Glocke umgegossen und die Glocke der Reitzer Kirche dazugegeben, so dass diese Glocke 763 kg wog. Diese Glocke zersprang 1842, wurde neu gegossen, 1917 zerschlagen und für Kriegszwecke eingeschmolzen. 1927 kaufte die Kirchengemeinde drei Eisenglocken der Gießerei Schilling-Lattermann. Seit dieser Zeit hat die Kirchengemeinde vier Glocken, die traditionell dreimal täglich zum Gebetsläuten schlagen.
Die drei Eisenglocken werden 1991 durch neue Glocken der Gießerei Metz aus Karlsruhe ersetzt.
| Nummer | Gewicht | Durchmesser | Ton | Gussjahr | Inschrift                         |
| ------ | ------- | ----------- | --- | -------- | --------------------------------- |
| 1      | 500 kg  | 883 mm      | a1  | 1991     | Ehre sei Gott in der Höhe         |
| 2      | 300 kg  | 768 mm      | c2  | 1991     | und Friede auf Erden              |
| 3      | 250 kg  | 692 mm      | d2  | 1991     | den Menschen seines Wohlgefallens |
| 4      | 135 kg  | 600 mm      | e2  | 1350     |                                   |

Die Glocke I trägt auf der einen Flanke zusätzlich ein Christusmonogramm und gegenüber die Zeilen: „Denn es sollen wohl Berge weichen und Hügel hinfallen aber meine Gnade soll nicht von dir weichen und der Bund meines Friedens soll nicht hinfallen“. Die Stifter dieser Glocke erinnern mit einer Inschrift an den früheren Pastor Wörmer, der 1900 die Renovierung der Kirche organisierte.

## Trivia
- Zur Kirchengemeinde Plate gehöre die Orte Lübeln, Reitze, Belitz, Beutow, Grabow, Lüsen, Gollau, Müggenburg und Plate.
- Die Marienkapelle in Lübeln wurde von der Gemeinde Lübeln übernommen.
- In Reitze stand eine Laurentiuskapelle, die wegen Baufälligkeit abgerissen und nicht wieder aufgebaut wurde.[16]
- Das Pfarr- und Gemeindehaus ist ein großes neogotisches Gebäude in der Nähe der Kirche.
- Das alte Schulgebäude in Plate gehörte ebenfalls der Kirchengemeinde.
- Die Glocken der Kirche läuten dreimal täglich zum Gebetsläuten.
- An der Südseite der Kirche steht ein sechsteiliges Mahnmal für die im Zweiten Weltkrieg gestorbenen Soldaten aus der Gemeinde.
Auf der Rückseite der Steine steht: „Da werden sie / ihre Schwerter / zu Pflugscharen / und ihre Spiesse / zu Sicheln machen / spricht der Herr (Jesaia 2)“.[17]

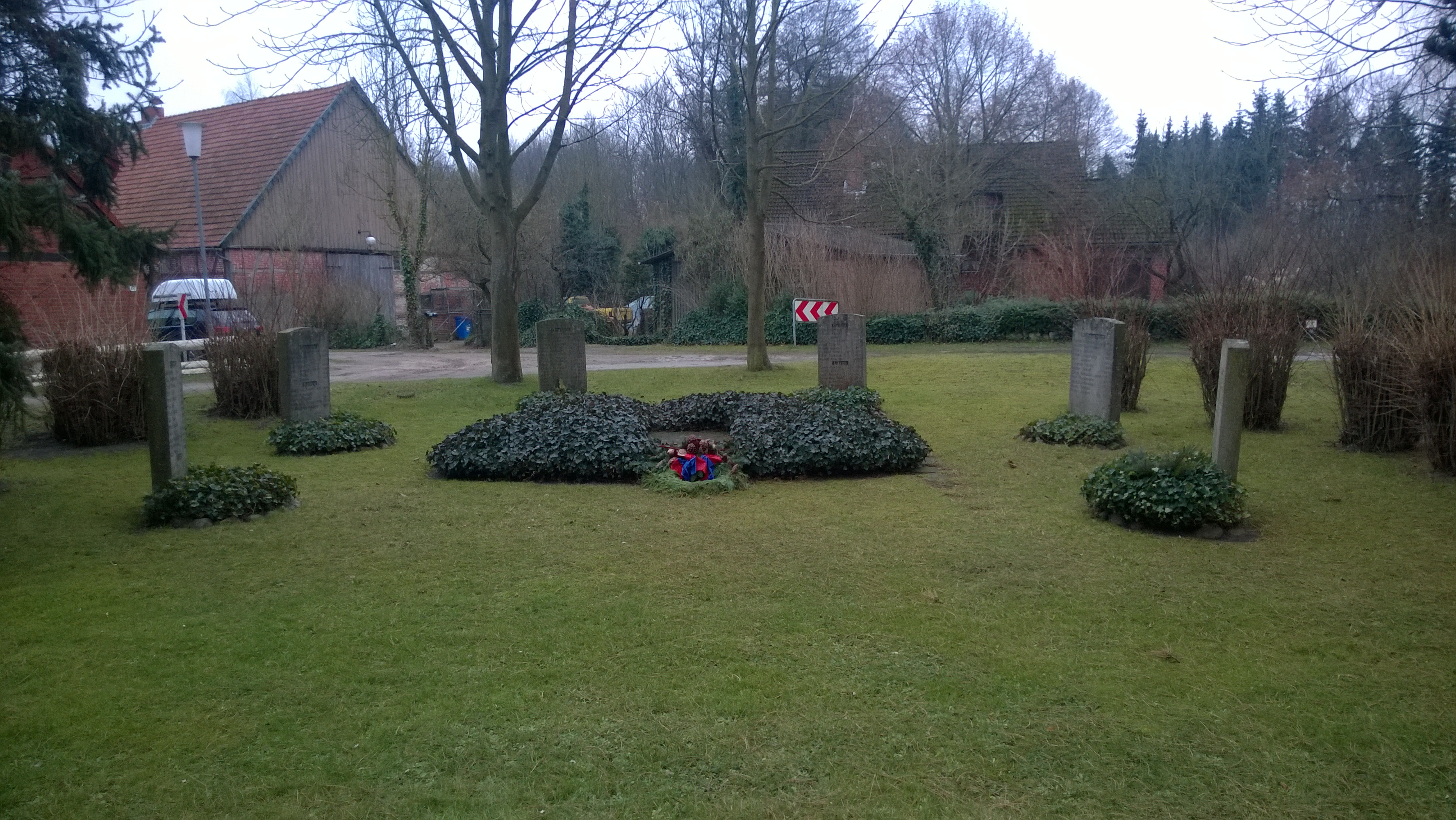
Halbrund des Mahnmal
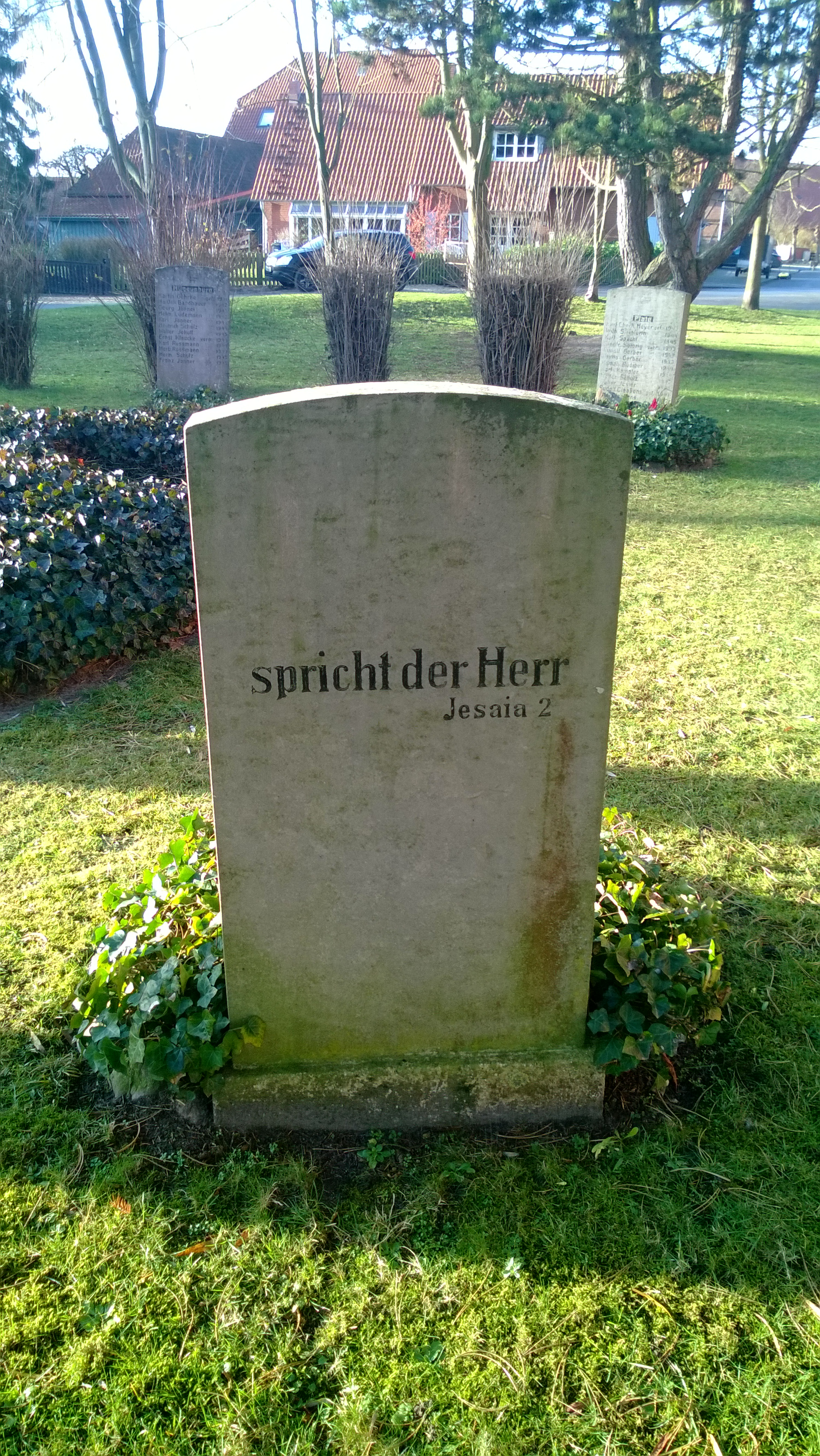
Rückseite eines Steines

## Nachweise
1. ↑  Wolfgang Jürries (Hrsg.): Wendland-Lexikon. Band 2, Lüchow 2008, S. 237.
2. ↑  St.-Marien-Kirche zu Plate. S. 1 f.
3. ↑  St.-Marien-Kirche zu Plate. S. 1 f.
4. ↑  Das Hannoversche Wendland – Kirchen und Kapellen. S 120.
5. ↑  St.-Marien-Kirche zu Plate. S. 4 f.
6. ↑  Elbe-Jeetzel-Zeitung: Die Patronatsgruft der Plater Kirche. 31. August 1968.
7. ↑  Kirche, Grüfte und Patrone. S. 11, S. 16.
8. ↑  Kirche, Grüfte und Patrone. S. 19.
9. ↑  Orgeljubiläum wird nachgeholt. (Memento vom 18. Dezember 2014 im Internet Archive) In: EJZ. aufgerufen am 23. November 2014.
10. ↑  Plate: Nein zur halben Pfarrstelle. (Memento vom 18. Dezember 2014 im Internet Archive) In: EJZ. aufgerufen am 23. November 2014.
11. ↑  Kirchen und Kapellen im Wendland. S. 30 f.
12. ↑  St. Marien in Plate auf der Orgelmusikseite NOMINE – mit zahlreichen Fotos des Innenraums
13. ↑  Kirche, Grüfte und Patrone. S. 15 f.
14. ↑  Axel Fischer: Orgel der Gebr. Hillebrand (1980/81) im historischen Gehäuse (16. Jh.), abgerufen am 6. November 2014.
15. ↑  Axel Fischer: Die Renaissance-Orgel.
16. ↑  Kirchen und Kapellen im Wendland. S. 101.
17. ↑  Onlineprojekt Gefallenendenkmäler